# シェイクスピア外典
シェイクスピア外典（シェイクスピアがいてん、Shakespeare Apocrypha）は、かつてはシェイクスピアの作品（正典）とみなされていたものの、現在では別人によるものと判定された、もしくは、真作である可能性はあるが断定する根拠に乏しい一群の作品のことである。これは、シェイクスピアの真作と認められるものについて、その作者の正体をめぐって展開される議論（別項「シェイクスピア別人説」を参照）とは別の問題である。

## 問題の背景
シェイクスピアの生前に印刷に付された戯曲は、全作品のうちの約半数にすぎない。それらの戯曲は四折判（小さくて安価な判型）で単行本化された。
シェイクスピアの死後7年目にあたる1623年、同僚の俳優ジョン・ヘミングス(John Heminges)とヘンリー・コンデル(Henry Condell)はシェイクスピアの戯曲全集を編纂した（詳細は別項「ファースト・フォリオ」参照）。この2人が編集責任者の役割を担ったのは、エリザベス朝時代のイギリスにおいては戯曲の著作権が著作者ではなくそれを上演する劇団に帰属していたので、全作品を収集・編纂するうえではシェイクスピアと同じロンドンの劇団「国王一座」に所属していた彼らが適任だったためである。
したがって単純にいうならば、ファースト・フォリオに収録されているのがシェイクスピアの真作であり、収録されていないものは別人の手になるものだということになる。シェイクスピアの書いたものについては、ヘミングスとコンデルが後代の学者や二次資料よりもはるかに詳しい事情を知りうる立場にいたことは疑いようがないからである。
しかし、いくつかの複雑な事情から「シェイクスピア外典」という概念が生じることとなった。シェイクスピアの外典は以下の見出しの通りに分類することができる。

## 17世紀当時の外典
扉ページにシェイクスピアの名前（もしくは「Will.S」などのイニシャル）を付して17世紀に四折判で刊行されていながらも、ファースト・フォリオには未収録の戯曲がいくつかある。シェイクスピア愛好家の多くは、これらの戯曲のうちのいくつかはシェイクスピアによって（少なくとも部分的には彼によって）書かれたものだと信じており、実際『ペリクリーズ』などのように専門の研究者によって真作と認定されたものもある。しかし『トマス・クロムウェル』といったそれ以外の作品はあまりにも出来が悪く、とうていシェイクスピアの作品であるとは考えられない。
ヘミングスとコンデルがこれらの作品をファースト・フォリオから除外した理由はいくつか考えられる。
- 扉ページに書かれている著者名は単なる虚偽であり、イカサマ出版業者がシェイクスピアの名声を利用したにすぎない。
- これらの戯曲はシェイクスピアと他の劇作家との合作であり、シェイクスピアの単独作ではない（ただし、現代の文体分析からやはり合作の可能性が高いことが証明されている『ヘンリー八世』、『ヘンリー六世 第1部』、『アテネのタイモン』などは除外されていないことには注意が必要である）。
- シェイクスピアによるものであることは確かだが、シェイクスピアが一から執筆したのではなく、他人の作品を編纂・改作しただけなのかもしれない。あるいは、書いたのは他の人間であるもののシェイクスピアによるプロットを原案にしていたため名前が記されたのかもしれない。
- それらの作品は国王一座以外の劇団のために書かれたシェイクスピアの初期作品であり、したがってファースト・フォリオを編纂していたヘミングスとコンデルは著作権をもたないため収録できなかったのかもしれない。

これらはいずれも可能性のある推測であるにすぎず、どれか一つが正しい答えというわけではない。個々の作品についてそれぞれの事情に鑑みる必要がある。
マーリンの誕生 (The Birth of Merlin)
シェイクスピアとウィリアム・ロウリー(William Rowley)の合作と銘打って1662年に出版された。しかし、この戯曲はシェイクスピアの死後6年を経た1622年に書かれたものであるという明白な証拠があるため、これは明らかに虚偽もしくは誤記である。そもそも、シェイクスピアとロウリーはライバル関係にあった二つの劇団の主力劇作家だったので、この二人が合作を行なったということ自体がありそうにもないことである。作品の出来自体は「面白く、華やかで、テンポが速い」と評されているが、それでも「エイヴォンの白鳥の天才の痕跡はまったく認められない」というヘンリー・タイレル(Henry Tyrrel)による批評が文学者たちのあいだでの総意である。またC・F・タッカー・ブルック(C. F. Tucker Brooke)は、この作品がシェイクスピアのものであるという説が現れたのは、むしろ本当の作者ロウリーが意識的にシェイクスピアの模倣をしていたためではないかと補足している。
ロークリンの悲劇 (Locrine)
「W.S.監修による新作」として1595年に発表された。この戯曲の格式ばった形式的韻文は決してシェイクスピア的ではないが、シェイクスピアが古くからある作品を改訂したのかもしれないと考えることは不可能ではない。同じ「W.S.」のイニシャルをもつ無名の劇作家ウェントワース・スミス(Wentworth Smith)が本当の作者であった可能性もある。
ロンドンの道楽者 (The London Prodigal)
シェイクスピアの名前で1605年に出版された。国王一座の作品なのでシェイクスピアがこの作品の成立に少しばかり関わった可能性はあるが、タッカー・ブルックもいうように「シェイクスピアの普遍性と精神的な洞察が著しく欠如している」。フレデリック・ガード・フレイ(Frederick Gard Fleay)は、シェイクスピアが大雑把に書き残した粗筋をもとに他の作家が執筆したものであるかもしれないと仮定している。
ペリクリーズ (Pericles)
1609年にシェイクスピアの名前で刊行。前半と後半で文体が異なることなどから、最初の2幕は別の劇作家によって書かれた合作であると推測される。ニコラウス・デリウス(Nicolaus Delius)がこの合作者はジョージ・ウィルキンズ(George Wilkins)であろうとの学説を1868年に提示したほか、ジョン・デイ(John Day)を執筆協力者とする説もある。ゲイリー・テイラー(Gary Taylor)がいうように、ジャコビアン時代に「シェイクスピアの詩的文体は（信頼に値しないテキストにおいてさえ）同時代の他の作家と比較して著しく際立ったものとなった」ため、後半5分の3ほどはシェイクスピアの文体に他ならないということは学者たちのあいだで意見が一致している。
ピューリタン (The Puritan)
「W.S.」作として1607年に出版された。この戯曲はトマス・ミドルトンによるものというのが通説となっているが、『ロークリンの悲劇』と同様、ウェントワース・スミスの作品という可能性もある。
第二の乙女の悲劇 (The Second Maiden's Tragedy)
1611年の上演台本が単行本化されないまま残された。原稿には17世紀に記された3つの書き込みがあり、それぞれトマス・ゴフ(Thomas Goffe)、シェイクスピア、ジョージ・チャップマン(George Chapman)が著者であると注記している。しかし、文体を分析した結果、トマス・ミドルトンが本当の作者であると推定されている。筆跡鑑定の専門家チャールズ・ハミルトンはこの作品こそ失われた『カルデーニオ』のシェイクスピアによる自筆原稿であると主張しているが、その議論には論理的欠陥があると指摘されている。なお、この作品には正式な題名がつけられていない。宮廷祝典局長（Master of the Revels、もともとは王室内における記念行事などを担当していたが、やがて舞台芸術全般の検閲を執り行なう権限をもつようになった部局の長）がこの作品の検閲を行なったさいに、ボーモント&フレッチャー(Beaumont and Fletcher)の『乙女の悲劇』("The Maid's Tragedy")がちょうど同時期に上演許可願いが出されていたため、「もう一つの乙女の悲劇を扱った作品」と仮に呼んで記した覚書が残されているために『第二の乙女の悲劇』という題として定着したものである。
サー・ジョン・オールドカースル (Sir John Oldcastle)
1600年の初版本では著者の名前が書かれていなかったが、1619年の再版においてシェイクスピアの作品であることが謳われた。国王一座によって上演された記録が残っていることと、『ヘンリー四世』（第1部・第2部）に実在の人物ジョン・オールドカースルをきわめて滑稽なキャラクターとして登場させたため遺族から抗議を受け、フォルスタッフと名前を変えざるをえなかった経緯があることなどから、シェイクスピアが詫び状代わりにジョン・オールドカースルを偉大な人物として描いた本作を執筆したのではないかと推測されていた。実際には、海軍大臣一座を主宰した興行主フィリップ・ヘンズロー(Philip Henslowe)の日記において、アンソニー・マンデイ(Anthony Munday)、マイケル・ドレイトン(Michael Drayton)、リチャード・ハサウェイ(Richard Hathwaye)、ロバート・ウィルソン(Robert Wilson)らの合作であることが記録されている。
トマス・クロムウェル (Thomas Lord Cromwell)
「W.S.」作として1602年に出版された。ルートヴィヒ・ティークやアウグスト・ヴィルヘルム・シュレーゲルといったごくわずかな学者を除くと、「この作品の創作にシェイクスピアがいかにわずかであれ関係していたなどと信じる者はいなかった」。ウェントワース・スミスが本当の作者であると推測されている。
二人のいとこの貴公子 (The Two Noble Kinsmen)
シェイクスピアとジョン・フレッチャー（国王一座の主任劇作家というシェイクスピアの地位を引き継いだ若い作家）の共作として出版された。主流派の学者はこれを事実と認定しており、単独作ではないにもかかわらず正典へ含めるのにふさわしい作品であるとの見解が広まっている。実際、1986年のオックスフォード版全集などには本作が収録されている。
ヨークシャーの悲劇 (A Yorkshire Tragedy)
シェイクスピアの作品として1608年に出版された。これを真実と考える読者は少数にとどまり、文体から鑑みてトマス・ミドルトンが真の作者であるとみなされている。
エドワード三世 (Edward III)
1596年に匿名で出版され、1656年に刊行された書店のカタログではじめてシェイクスピア作と記された。大半はきわめて凡庸ながらも、部分的には作者の天賦の才能を示すようなくだりも見られるため、シェイクスピアの手が加わっていると考える学者も多い。1996年、イェール大学出版局は大手の出版社としてははじめてこの作品をシェイクスピアの名前で刊行した。その後まもなく、ロイヤル・シェイクスピア・カンパニーがこの戯曲を上演した。アメリカでは2001年にカーメル・シェイクスピア・フェスティヴァルではじめて本格的に上演された。この作品は駆け出しであったころのシェイクスピアを含む数人の作家集団による共作であるということで学者のあいだでも意見が一致しているが、誰がどの部分を書いたのかについては議論の余地が残されている。オックスフォード版全集第二版（2005年）にもこの作品は収録されているが、作者名は「シェイクスピア他」とされている。
ジョン王の乱世 (The Troublesome Reign of King John)
1591年の初版本では著者不明だが、1611年の第2版では「W. Sh.」、1612年の第3版では「W. Shakespeare.」とシェイクスピアの名前が付されている。20世紀以降これをシェイクスピアの作品と考える学者はきわめて少数になり、クリストファー・マーロウ、ロバート・グリーン、トマス・ロッジ(Thomas Lodge)、ジョージ・ピール(George Peele)らのいずれかが真の作者であろうということで合意している。しかし、シェイクスピアの『ジョン王』が本作を種本として書かれたものであるのか、逆に本作が『ジョン王』を模倣・改作したものであるのかについては見解が分かれている。
ジャジャ馬ナラシ (The Taming of a Shrew)
この作品（シェイクスピアの『じゃじゃ馬ならし（The Taming of the Shrew)』と区別するため、日本語ではカタカナで表記するのが通例となっている）は1594年に出版された作者不詳の作品である。シェイクスピアの作品であることを謳っているわけではないが、登場人物やストーリーは『じゃじゃ馬』と酷似している。『じゃじゃ馬』は1594年に上演されているので執筆は1593年ごろと推定されているが、『ジャジャ馬』の推定執筆年代もほぼ同時期であるうえ、『じゃじゃ馬』の初版刊行年は1623年（ファースト・フォリオ）まで下るため、両者の前後関係が明らかとなっていない。一方が他方を下敷きにして書かれた可能性の他、同じ筋立てをもつ第3の作品がかつて存在し、両者ともこれを材源としながら独立して書かれたものであるという可能性なども指摘されている。
「チャールズ2世文庫」の戯曲
チャールズ2世の書庫に、匿名で刊行された3冊の四折判を何者かが1つに束ねて「シェイクスピア 第1巻」という標識をつけて分類しておいたものがある。このため、束ねられた3作が17世紀当時にはシェイクスピアのものとみなされていたという可能性が示唆されているが、これを支持する学者は少ない。
『フェア・エム』(Fair Em)
1591年に出版された。本当の作者は不明だが、ロバート・ウィルソン(Robert Wilson)とする説がある。
ムシドーラス (Mucedorus)
非常に人気のある戯曲であったため、本文に明らかに不自然な点があるにもかかわらず、1598年の初版以降多くの版を重ねた。国王一座の作品であるため、シェイクスピアが執筆ないし改訂に寄与した可能性があるが、本当の作者が誰であるかは謎に包まれている（ロバート・グリーン(Robert Greene)説が提案されてはいる）。
エドモントンの陽気な悪魔 (The Merry Devil of Edmonton)
1608年に初版刊行。この作品も国王一座の作品であり、シェイクスピアが寄与した可能性があるが、その文体はシェイクスピアとは似ても似つかないものである。

## 17世紀以降の外典
同時代に匿名で発表された戯曲で、後年になってからシェイクスピアのものではないかという学説が唱えられることとなった作品もいくつか存在する。これらの説はいずれも根拠に乏しく、眉唾物であることには注意が必要である。シェイクスピアの失われた傑作を発見するということはシェイクスピア愛好家にとっては見果てぬ夢であるために提唱された説だが、こうした新説の多くが「この作品には“シェイクスピアの文体”が現れている」と主張しており、シェイクスピアの文体とはいかなるものであるかという議論の余地のある見解をもっぱらその根拠としているためである。それにもかかわらず、これらの異説の中にはそれなりの説得力があったため主流派の研究者にも（控え目ながら）受け入れられたものもある。
フェヴァーシャムのアーデン (Arden of Faversham)
この戯曲は1592年に匿名で出版され、1770年に再刊されたさいにシェイクスピアの名が冠された。しかし、その文体や主題はシェイクスピアの正典とはかけはなれているため、この見解を支持する学者が極めて少ない。一般にはトマス・キッド(Thomas Kyd)が本当の作者と解されているが、それ以外の人物が提案されることもある。
エドマンド剛勇王 (Edmund Ironside)
この作品も作者不詳の戯曲である。エリック・サムズ(Eric Sams)やE・B・エヴァリット(E. B. Everitt)のようにこれをシェイクスピアの作品とする者もいるが、やはり支持するシェイクスピア研究者は少ない。
サー・トマス・モア (Sir Thomas More)
1590年代に書かれたのち10年ほどたってから加筆修正がなされたと推測されているが、当時は単行本化されず手稿のまま残された戯曲である（正式に刊行されたのは1844年）。この作品もまたシェイクスピアのオリジナル作品ではなく、おそらくアンソニー・マンデイの作品であろうという考えで大方の研究者は合意しているが、極めて注目に値する外典であり、オックスフォード版全集（2005年）もマンデイ作としながら収録している。というのも、この作品は数次にわたる加筆がなされているが、加筆者の一人がシェイクスピアである可能性が指摘されており、これが証明されると、大英図書館所蔵のこの手稿は地球上に存在しないものと考えられている「シェイクスピアの自筆原稿」を含むことになるためである。
手稿には検閲官を除いて6人の筆跡があり、それぞれS、A、B、C、D、Eの名がつけられ、以下の作家によるものと推定されている。
- S：アンソニー・マンデイ(Anthony Munday)。オリジナルの作者。
- A：ヘンリー・チェトル(Henry Chettle)。最初の改稿を加えた。
- B：トマス・ヘイウッド(Thomas Heywood)。
- C：筆耕の専門家（正体不明）。
- D：シェイクスピア。
- E：トマス・デッカー(Thomas Dekker)。

筆跡Dは3ページ分にわたっており、シェイクスピア自筆の文字として唯一現存する法律文書への署名と比較して見られる類似から、この部分をシェイクスピアによって書かれたものとみなす学者は少なくない。しかし、この作品の著作権がシェイクスピアの劇団に帰属するものでなかった事実などから反論する学者も多い。

## 失われた戯曲

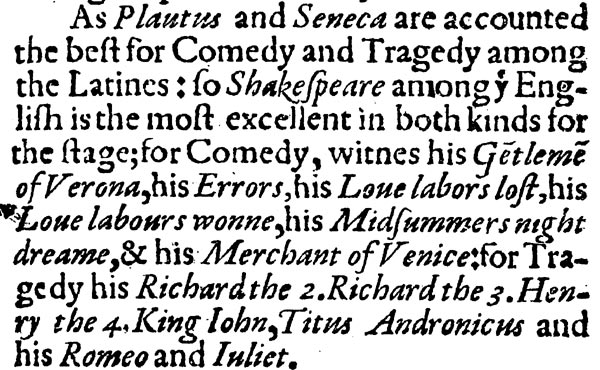
ミアズの『知恵の宝庫』の一節。シェイクスピアの喜劇を列挙した中に、"Love labours wonne"の題が見える

恋の骨折り甲斐 (Love's Labour's Won)
16世紀後半の作家フランシス・ミアズ(Francis Meres)による1598年の著書『知恵の宝庫』("Palladis Tamia, Wits Treasury")はシェイクスピアと同時代の劇壇に関する重要な資料であるが、この本の中にシェイクスピアの近作を列記した箇所がある。「喜劇作品としては『ヴェローナの二紳士』『間違いの喜劇』『恋の骨折り損』『恋の骨折り甲斐』『夏の夜の夢』『ヴェニスの商人』などがある」との記述があるが、『恋の骨折り甲斐』という題名の作品は現存していない。散逸した可能性が大きいが、現存している喜劇の別題であった可能性もある。当時すでに書かれていたと推測されている喜劇のうち、ここに名をあげられていないものがその候補となるが、『空騒ぎ』は登場人物たちが恋で骨を折った甲斐あってハッピーエンドとなるため最有力である。他には、『終わりよければ全てよし』か『じゃじゃ馬ならし』、もしくは『トロイラスとクレシダ』であった可能性が指摘されている。
カルデーニオ (Cardenio)
シェイクスピアの後期作品で、ジョン・フレッチャーとの合作である。1613年の上演記録や、1653年の書籍出版業組合記録にこの作品の名が見えるが、作品自体は散逸した。この戯曲はセルバンテスの『ドン・キホーテ』に登場する脇役カルデーニオを中心とした挿話を脚色したものであったと考えられている。1727年、ルイス・シオボールドは『二重の欺瞞』(Double Falshood)と題した自作の戯曲を発表し、これは自分がひそかに所有していた『カルデーニオ』の草稿断片に手を加えて完成させたものだと触れ込んだが、信憑性はないに等しい。一方、筆跡鑑定の専門家チャールズ・ハミルトンは、『第二の乙女の悲劇』の名で現存している戯曲こそ失われた『カルデーニオ』の草稿ではないかとの説を唱えている。この説を受けて、2001年や2004年に『第二の乙女の悲劇』が上演された際には（それ自体稀なことであるが）、『カルデーニオ』の題がこの戯曲に掲げられた。
原ハムレット (Ur-Hamlet)
『ハムレット』は1600年前後に執筆されたらしいことを示す証拠が少なからず残っているが、それより10年以上前、つまりシェイクスピアが執筆活動をはじめるよりも前から『ハムレット』と題した悲劇が上演されていたという記録も残っている。ハムレットというデンマーク王子の物語自体はスカンディナヴィアに古くからある伝説なので、これを題材とした別の作家（おそらくトマス・キッド）による先行作品が存在し、シェイクスピアはこれを参考にしながら自分の作品を執筆したのだろうと考えられている（いわば盗作だが、シェイクスピアの作品に完全なオリジナル・ストーリーはなく、いずれも古典をはじめとした何らかの種本に依拠している）。この先行作品は研究者のあいだで『原ハムレット』と呼ばれているが、やはり現存しない。
この『原ハムレット』を、シェイクスピア自身による初期作品だと考えている学者が若干ながら存在する。ピーター・アレクサンダー(Peter Alexander)が提唱した説で、ハロルド・ブルーム(Harold Bloom)やピーター・アクロイド(Peter Ackroyd)がこれを支持している。ブルームの仮説は、この『ハムレット』の初期形がシェイクスピアの処女作であり、このデンマーク王子という主題にシェイクスピアは何度も立ち返り、1601年に一応完成させた後になってさえ改稿を加えつづけていたのではないかというものである。

## 贋作
知られざるシェイクスピアの戯曲を発見するという夢が昂じて、ついには自分で作り出した者もいる。
ヴォーティガンとロウィーナ (Vortigern and Rowena)
ヘンリー2世 (Henry The Second)
最も有名な贋作で、両作品とも作者はシェイクスピアのものと称した偽造文書を大量に作成したことで知られるウィリアム・ヘンリー・アイアランドである。アイアランドはシェイクスピア愛好家であった父を喜ばせるために自ら贋作を執筆して、1795年に『ヴォーティガンとロウィーナ』『ヘンリー2世』の2作をシェイクスピアの新発見作品として発表した。他にもシェイクスピアの書簡をはじめとするさまざまな文書を偽造して公表し、いずれも多くの文学研究者から本物であるとのお墨付きを得て大きな話題を呼んだ。しかし、これらを精査してすべて贋作であると断じたエドモンド・マロウン(Edmond Malone)が調査報告書を出版して真実が暴かれたため、その直後の1796年4月2日にドルリー・レイン劇場(Theatre Royal)で行なわれた『ヴォーティガン』の初演は失笑の渦に包まれた。

## 詩の外典
ウィリアム・ピーター氏追悼の哀歌 (A Funeral Elegy for Master William Peter)
文学者にして法学的言語学者のドナルド・フォスター(Donald Foster)は、「W.S.」作とだけ記された『ウィリアム・ピーター氏追悼の哀歌』をシェイクスピアの作品とする見解を1989年に公表した。コンピュータを用いた文体計量学(Stylometry)的研究から、文法的なパターンやシェイクスピア特有の用語法が見られるというのがその根拠である。『ニューヨーク・タイムズ』をはじめとする多くのメディアから注目を浴び、この詩を収める全集も増えた。
しかしこれに異論を唱える学者は多く、ジル・モンサラット(Gilles Monsarrat)はフォスターの結論を性急なものと批判し、実際の作者はシェイクスピアと同時代の劇作家ジョン・フォード(John Ford)だったのではないかという意見を示した。これを受けて、フォスターはモンサラットの意見を是とする返事を2002年に「シャクスピアEメールリスト」で公表した。
死んでみようか、逃げようか (Shall I die? Shall I fly?)
オックスフォード大学図書館所蔵の17世紀の文献にシェイクスピアのものとして収録されている90行の恋愛詩。1985年にゲアリー・テイラー(Gary Taylor)が真作と認定してオックスフォード版全集に収録した。やはり異論は多く、これ以降に刊行されたシェイクスピアの詩集や全集でも、真作とはみなさず未収録としているものが多い。

## 全集への収録
これらの外典のうち、『ペリクリーズ』『ロークリンの悲劇』『ロンドンの道楽者』『ピューリタン』『サー・ジョン・オールドカースル』『トマス・クロムウェル』『ヨークシャーの悲劇』の7作品は1663年の第3二折判 (Third Folio) においてシェイクスピアの作品として追加収録されたが、上に見るような研究結果にもとづき、『ペリクリーズ』以外の戯曲はその後の全集から除外されている。

## 関連書籍
- 『シェイクスピアの贋作 』大場建治、岩波書店 (1995/11/29)
- 『シェイクスピア贋作事件: ウィリアム・ヘンリー・アイアランドの数奇な人生』高儀進、白水社, 2005